# Loretto Petrucci
Loretto Petrucci (* 18. August 1929 in Capostrada di Pistoia; † 17. Juni 2016 ebenda) war ein italienischer Radrennfahrer.
Loretto Petrucci war Profi-Rennfahrer von 1949 bis 1960. Die größten Erfolge seiner Laufbahn waren zwei Siege bei Mailand–Sanremo, 1952 und 1953. Zudem gewann er 1951 den Giro della Toscana sowie den Gran Premio Massaua-Fossati, 1952 wurde er Zweiter der Flandern-Rundfahrt und des Trofeo Baracchi. 1953, als er Mailand-Sanremo gewann, entschied er auch das Rennen Paris–Brüssel für sich, belegte bei mehreren größeren Rennen zweite und dritte Plätze – so wurde er italienischer Vize-Meister im Straßenrennen – und gewann so die Jahresgesamtwertung Challenge Desgrange-Colombo. 1955 gewann er den Giro del Lazio.